# 方板耳孔蜈蚣
方板耳孔蜈蚣（学名：Otostigmus astenus）为蜈蚣科耳孔蜈蚣屬下的一个种。